# 32217 Beverlyge
32217 Beverlyge è un asteroide della fascia principale. Scoperto nel 2000, presenta un'orbita caratterizzata da un semiasse maggiore pari a 2,6297415 UA e da un'eccentricità di 0,1554667, inclinata di 1,84528° rispetto all'eclittica.